# Фарина, Джованни Баттиста
Джованни Баттиста Фарина (итал. Giovanni Battista Farina, с 1961 года — Джованни Баттиста Пининфарина (итал. Pininfarina); 2 ноября 1893 — 3 апреля 1966) — итальянский дизайнер автомобилей и инженер, основатель кузовостроительной и дизайнерской фирмы Pininfarina.

## Биография
Джованни Баттиста Фарина родился 2 ноября 1893 года.
В 1911 году он начал работать в мастерской своего брата Джованни Stabilimenti Farina. Во время Первой мировой войны он лично контролировал строительство самолетов-тренажеров Aviatic, за которые получил благодарность от Министерства военной авиации.
В 1920 году отправился в США для знакомства с этой страной. В Детройте встретился с Генри Фордом, который просил его остаться в Америке и работать в автомобильной компании Ford, но Фарина предпочёл вернуться в Италию. В том же году он женился на Розе Копассо; у них родилось два ребёнка — Джина в 1922 году и Серджо в 1926 году.
Фарина чувствовал себя связанным с автомобилями и был очарован авиацией. В 1921 году он управлял автомобилем, ставшим победителем в гонке «Aosta-Gran San Bernardo». Фарина установил рекорд времени для всех категорий автомобилей на соревновании, управляя при этом личным автомобилем, а не гоночной спортивной моделью. Рекорд держался в течение 11 лет.
В 1930 году он оставил Stabilimenti Farina и основал Carrozzeria Pinin Farina.
Основной целью было серийное строительство кузовов для легковых авто, обеспечивая работой большое количество людей, при этом пользуясь последними технологиями и инструментами. В краткие сроки он собрал линию для выпуска 7—8 автомобилей в день. Перед Второй мировой войной Фарина установил контакты с иностранными автомобильными компаниями: сотрудничества с ним искали General Motors и Renault. Война прервала это сотрудничество.
В 1946 году Фарина спроектировал и построил «Cisitalia» — эталон для автомобилей послевоенной эры, представленный в Музее современного искусства в Нью-Йорке как «один из восьми выдающихся автомобилей нашего времени». Через 20 лет там оказался другой автомобиль Фарины, «Sigma» — прототип безопасного автомобиля, получившего признание во всём мире и особенно в США.
В конце 1940-х годов несколько производителей автомобилей начали переговоры с Фариной. Сотрудничество началось с американской компании Nash Motor of Detroit. В 1952 году, Фарина вернулся в США для представления Ambassador, который он спроектировал, и Nash Healey, спроектированный и созданный ограниченной серией на его заводе в Турине.
Впервые в истории американских автомобильных компаний, имя проектировщика стало известным. Неоднократно многие производители автомобилей обращались к нему для проектирования новых моделей для производства.
В 1958 году Фарина закончил строительство нового завода, построенного согласно самым современным стандартам, общей площадью 75 000 м². Площадь крытых помещений составляла 40 000 м². Серия последующих расширений производства довела занимаемую заводом площадь до 102 500 м², 50 000 из которых крытые. Это привело к увеличению производства и численности персонала.
В 1961 году президент Италии по представлению министра юстиции разрешил изменить фамилию на Пининфарина с учётом его достижений в социальной и промышленной сферах.
В том же году Пининфарина передал руководство фирмой своему сыну Серджо и зятю Ренцо Карли.
Пининфарина путешествовал по всему миру, снимал фильмы, но прежде всего, он посвящал своё время культурным и благотворительным делам. Во время празднования столетия объединения Италии он председательствовал на показе Fashion-Style Costume Show, выдвинувшего на первый план переход человека и его окружения от «эпохи красоты» к «эре ракет».
В 1964 году в Грульяско был открыт Профессиональный и развлекательный комплекс. Пининфарина задумал этот комплекс как демонстрацию его интереса ко всему, что могло поспособствовать культурному и профессиональному образованию молодых рабочих. В 1966 году Пининфарина появился на публике с президентом республики во время инаугурации в научно-исследовательском центре Пининфарина.

## Внешние ссылки
- Biography at Company’s Official Website  (англ.)
- European Automotive Hall of Fame Inductee  (англ.)